# Подьяческая трансформаторная подстанция городского трамвая
Подьяческая трансформаторная подстанция городского трамвая — историческое здание, памятник архитектуры регионального значения. Расположена в Адмиралтейском районе Санкт-Петербурга, современный адрес дома — Большая Подьяческая улица, 27, набережная канала Грибоедова, 114. По состоянию на 2024 год в здании располагается тяговая подстанция «25 октября» СПб ГУП «Горэлектротранс».

## История
Подьяческая подстанция сооружена в 1906—1907 годах в составе строительства первой очереди петербургского трамвая. Проект Подьяческой подстанции был разработан в отделе гражданских сооружений Строительного управления, авторы проекта — гражданские инженеры Л. Б. Горенберг и инженер А. И. Зазерский.
Всего было построено 5 однотипных тяговых подстанций, расположенных в различных частях города, а именно: Подьяческая, Новопетергофская (11-я Красноармейская улица, 28), Василеостровская (23-я линия, 10), Петербургская (набережная реки Карповки, 14/15) и Рождественская (Дегтярный переулок, 5). Они были нужны для преобразования трёхфазного тока, поступавшего с Центральной тепловой трамвайной электростанции, в постоянный.
Строительные работы по устройству здания подстанции начались в конце апреля 1906 года с разборки трёхэтажного жилого дома, располагавшегося на этом участке. Работами заведовал студент 4-го курса Института гражданских инженеров Карибут-Дамкович, главным строителем был гражданский инженер Л. Б. Горенберг, а подрядчиком — фирма Вестингауз. 1 августа 1906 года была произведена приёмка участка с прокладкой кабельной сети постоянного тока. Кладка фундамента выполнялась из путиловской плиты на портландцементе. В ноябре была произведена приёмка работ по стропильной системе, а в декабре кровля была окрыта металлическими листами. В январе 1907 года выполнен осмотр и освидетельствование подкрановых балок. К оборудованию здания было приступлено с начала 1907 года, в июле подстанция запущена в работу (хотя и не в полном виде). Полностью работы были закончены к осени 1907 года.
Здание подстанции состояло из одноэтажного машинного зала с большими оконными проемами, где размещалось всё оборудование за исключением аккумуляторной батареи, и двухэтажной служебной пристройки, в которой помещались контора подстанции, кладовая и квартиры заведующего подстанцией и дворника. Кроме того, имелось ещё совершенно изолированное помещение с отдельным входом со двора для помещения аккумуляторов. Под машинным залом имелся высокий кабельный подвал.
Согласно ведомости 1909 года на участке было зафиксировано: «здание кирпичное, крыто железом, частью 2-х этажное, частью одноэтажное с подвалом, стены оштукатурены, частью облицованы кирпичом в 2-х этажной части здания, устроены квартиры служащих; стены, перегородки и потолки оштукатурены и окрашены клеевой краской, полы деревянные, частью дощатые, частью паркетные, частью из метлахских плиток; двери и окна и переплеты столярной работы. В одноэтажной части здания стены внутри частью оштукатурены, частью облицованы глазурованным кирпичом, пол из метлахских плиток. Потолок по железным стропильным фермам, устроено теплое деревянное покрытие, переплеты металлические двойные, двери столярной работы. Здание обслуживается одной каменной лестницей, идущей до чердака. Здание отапливается частью калориферами, частью печами. В здание проведена вода и устроены ватерклозеты». Большая часть печей, равно как и все кухонные очаги, были изразцовые. Двор подстанции был вымощен булыжной мостовой и имел канализацию из керамиковых труб. Со стороны улицы имелась ограда «железная с усеченными столбами на каменных фундаментах».
В 1909 году Техническое отделение Городской рассмотрело и одобрило к постройке каменный одноэтажный сарай, пристроенный к западной части здания подстанции по набережной Екатерининского канала.
Главную часть подстанции составлял машинный зал, оборудованный вращающимися одноякорными преобразователями. В 1915—1916 годах была несколько увеличена мощность подстанции.
После 1917 года подстанция стала называться «подстанция имени 25 Октября». В 1931 году из-за изменения требований к мощностям трамвайных подстанций и замены основного машинного оборудования, машинный зал необходимо было расширить. Было принято решение произвести достройку по фасаду, выходящему на набережную канала Грибоедова, а также возвести небольшую служебную постройку по восточной границе участка. В ходе данной перестройки было изменено архитектурно-художественное решение фасада, а именно: утрачено большое витражное остекление, повторяющее решение по лицевому фасаду по Большой Подьяческой улице. К 1932 году на подстанции взамен одноякорных преобразователей были установлены новые ртутные выпрямители.
Подьяческая подстанция была задействована в схеме электроснабжения сети трамвая на 15 апреля 1942 года для пуска пассажирского трамвая в блокадном Ленинграде. В мае 2016 года подстанция была признана памятником архитектуры регионального значения. По состоянию на 2024 год подстанция является действующей: здесь расположены контактно-кабельная сеть городского трамвая, в жилой части — кабинеты транспортных служб.

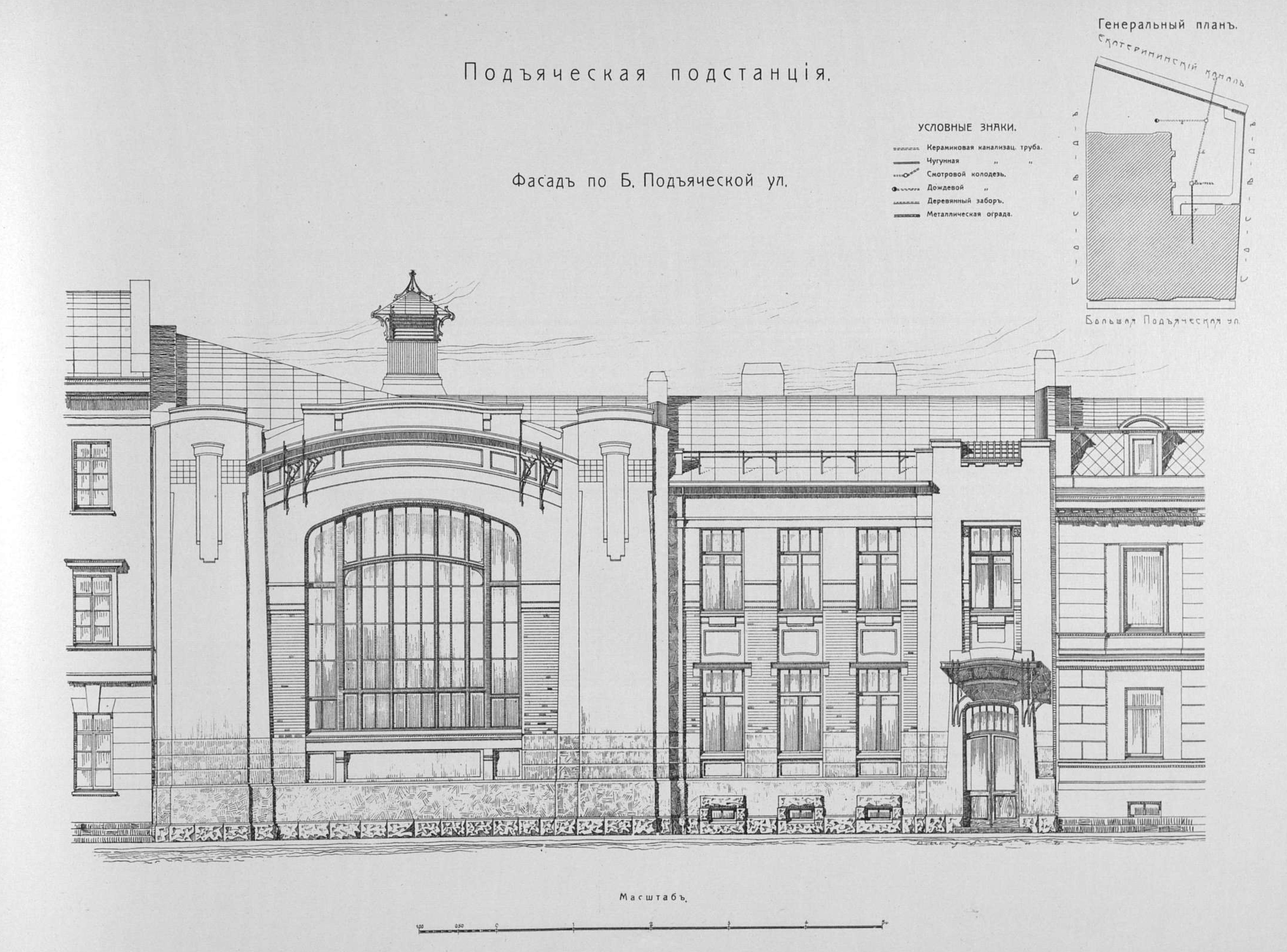
Генеральный план и фасад по Большой Подьяческой улице, 1909 год
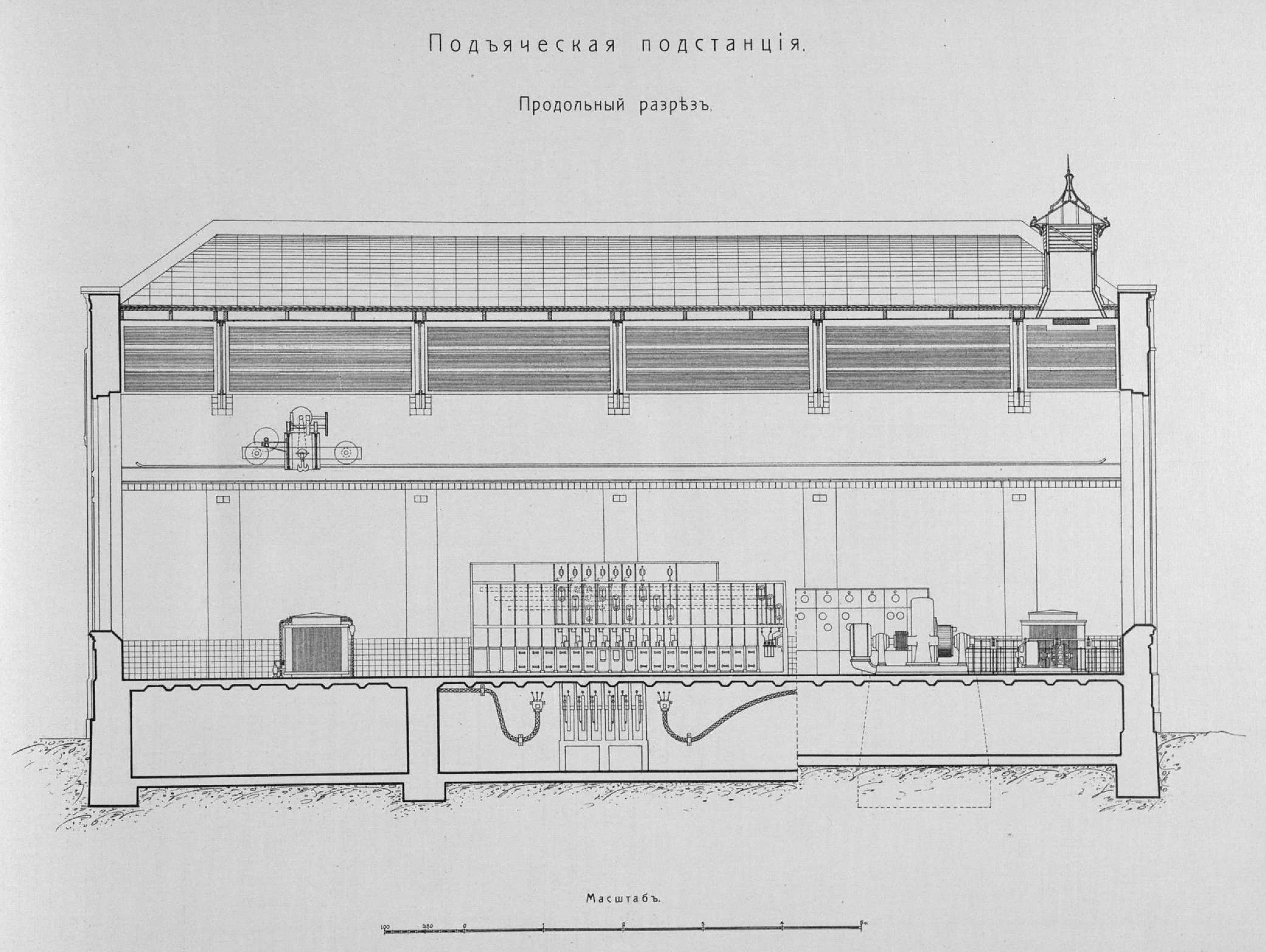
Продольный разрез, 1909 год
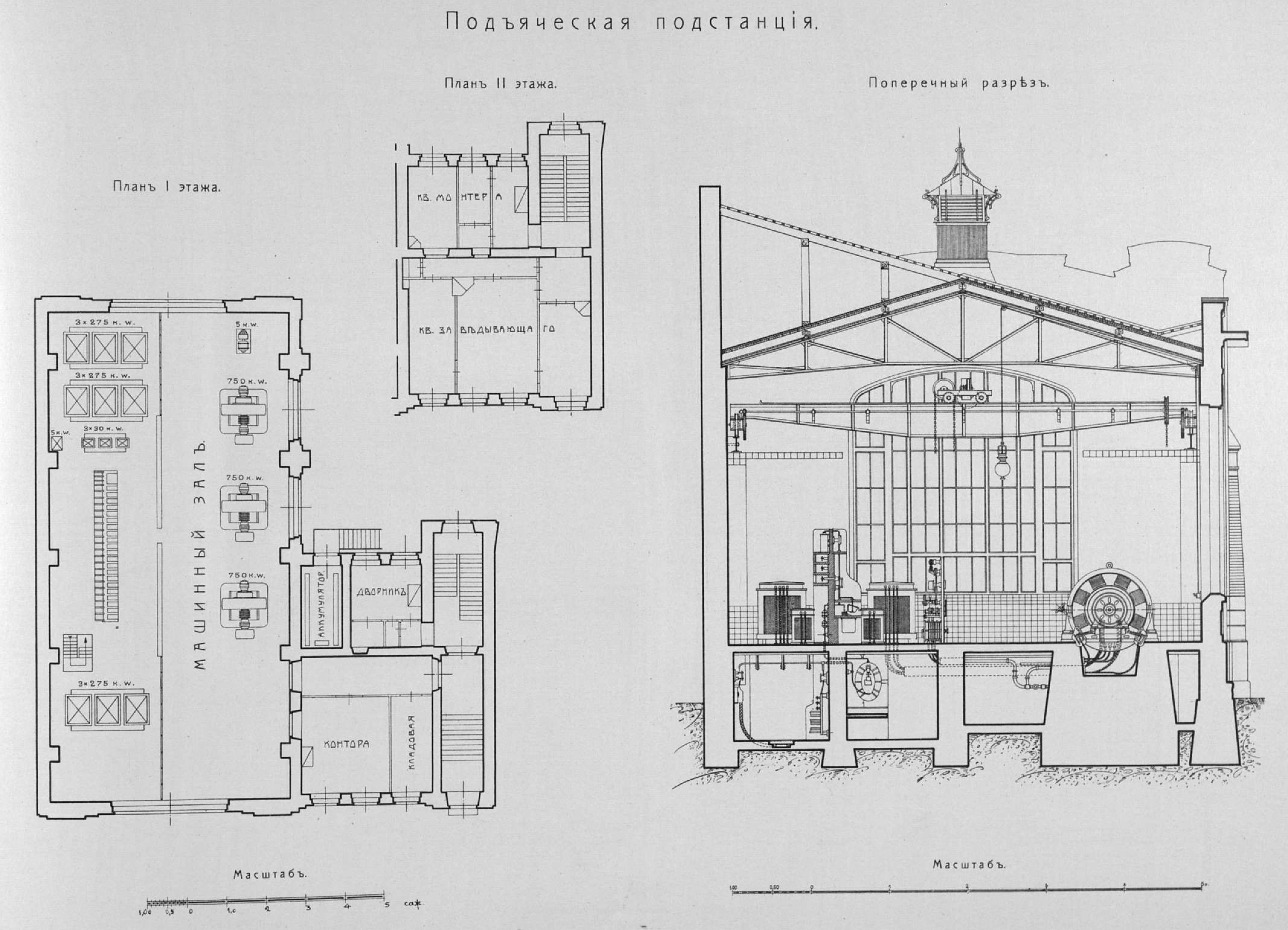
План 1-го этажа, план 2-го этажа и поперечный разрез, 1909 год
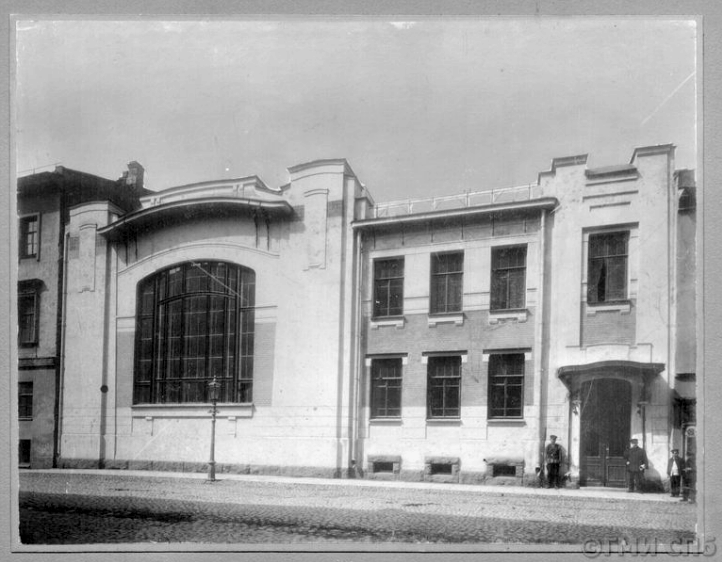
Здание Подьяческой подстанции, 1900-е
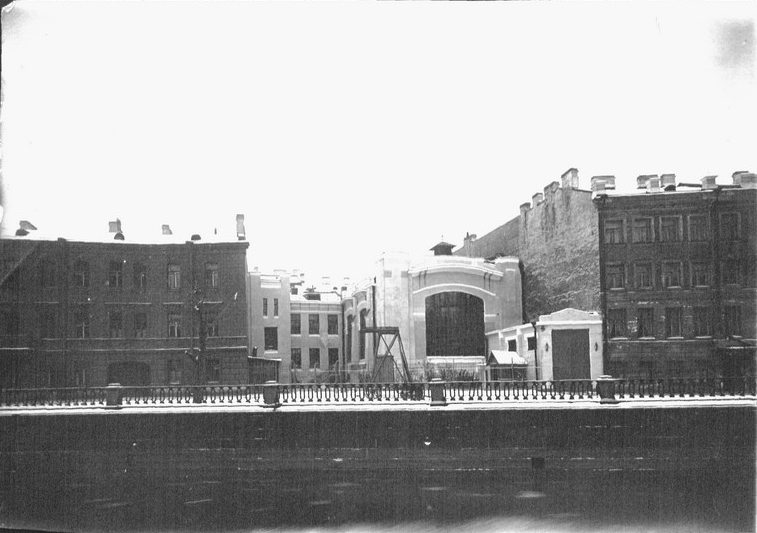
Здание Подьяческой подстанции со стороны канала Грибоедова, 1920-е

## Описание
Здание кирпичное двухэтажное, в стиле модерн, состоящее из двух прямоугольных в плане корпусов. В плане имеет Г-образную конфигурацию. Фасадные плоскости оштукатурены и окрашены краской серого цвета, частично отделаны облицовочным кирпичом. Лицевой фасад имеет асимметричную композицию: восточная часть акцентирована широким окном высотой в два этажа, фланкирована повышенными пилонами, западная часть в четыре световые оси акцентирована повышенным ризалитом. Пилоны оформлены филенками геометрической формы с лучковым завершением, имитирующим по силуэту окна, оконный проём прямоугольной формы с лучковым завершением оформлен профилированной подоконной плитой и козырьком лучковой формы на металлических декоративных кронштейнах. Оконные проемы западной части прямоугольной формы, оформлены подоконными профилированными плитами (со свесами в уровне второго этажа), в уровне первого этажа акцентированы перемычкой со свесами, горизонталь подчеркнута профилированным карнизом на металлических декоративных кронштейнах, дверной проём оформлены козырьком лучковой формы на ажурных металлических кронштейнах.
Фасады со стороны набережной канала Грибоедова оштукатурены и окрашены краской бежевого цвета, архитектурно-художественное оформление — белого цвета. Оконные проемы различной формы — прямоугольные, прямоугольные с лучковым завершением, широкие, высотой в два этажа, полуциркульные; заполнения — современные, металлопластиковые, с многочастным рисунком расстекловки, белого цвета. Декоративные элементы — оконные проемы частично оформлены профилированными подоконными плитами, полуциркульные — профилированными архивольтами. С северной стороны профилированный карниз повторяет форму перемычки оконных проемов, выступающая часть западного фасада завершена щипцом с профилированным карнизом. Воротные проёмы оформлены веерными замковыми камнями. Выступающая часть с щипцом оформлена линейным рустом.
В коридорах на лестничных площадках пол облицован метлахской плиткой белого и серого цвета в шахматном порядке. Машинный зал, продолговатой формы, расположенный в восточной части оформлен метлахской плиткой белого и серого цветов, стены облицованы керамической поливной плиткой светло-зеленого и белого цветов с фризами из узких плиток чёрного цвета, завершение зала — двускатное, перекрытие на открытом металлическом каркасе. В зале имеется одна историческая лампа на Г-образной стойке круглого сечения с круглым плафоном белого стекла.